# فلیکس اوکینه
فلیکس اوکینه (انگلیسی: Félix Oukiné؛ زادهٔ ۲۶ دسامبر ۱۹۹۹) بازیکن فوتبال اهل کامرون است.
وی همچنین در تیم ملی فوتبال کامرون بازی کرده است.